# Tétraiodure de titane
Le tétraiodure de titane, ou iodure de titane(IV), est un composé chimique de formule TiI4. Il s'agit d'un solide brun rouge à noir tendant à dégager des fumées abondantes au contact de l'air. C'est un acide de Lewis fort qui forme des adduits très stables avec des bases de Lewis tels que les éthers et des amines. C'est l'un des rares iodures binaires de métal qui soit moléculaire, avec une géométrie tétraédrique et des liaisons Ti−I de 261 pm. Cela permet de le distiller sans le dissocier, propriété à la base du procédé Van-Arkel-de-Boer de purification du titane, du zirconium et des métaux apparentés (hafnium, vanadium et thorium essentiellement). L'écart de point de fusion entre TiCl4 (−24 °C) et TiI4 (150 °C) est comparable à celui entre CCl4 (−23 °C) et CI4 (168 °C), ce qui reflète la force accrue des liaisons de van der Waals entre les iodures.
Le tétraiodure de titane cristallise dans le système cubique selon le groupe d'espace Pa3 (no 205) avec comme paramètre a = 1 202 pm. Lorsqu'il est laissé au repos en dessous de 125 °C, il connaît une transition de phase progressive vers une structure hexagonale de paramètres a = 797,8 pm et c = 1 968 pm.
Il peut être obtenu à partir de la réaction du titane avec l'iode dans un four à 425 °C :
Ti + 2 I2 ⟶ TiI4.
Cette réaction peut être inversée pour déposer des couches de titane très pur.
Il est également possible de produire du tétraiodure de titane à partir d'oxydes de titane en utilisant de l'iodure d'aluminium Al2I6 :
3 TiO2 + 2 Al2I6 ⟶ 3 TiI4 + 2 Al2O3.
Enfin, on peut former du TiI4 par réaction de tétrachlorure de titane TiCl4 avec de l'iodure d'hydrogène HI :
TiCl4 + 4 HI ⟶ TiI4 + 4 HCl.